# 墨西哥城唐人街

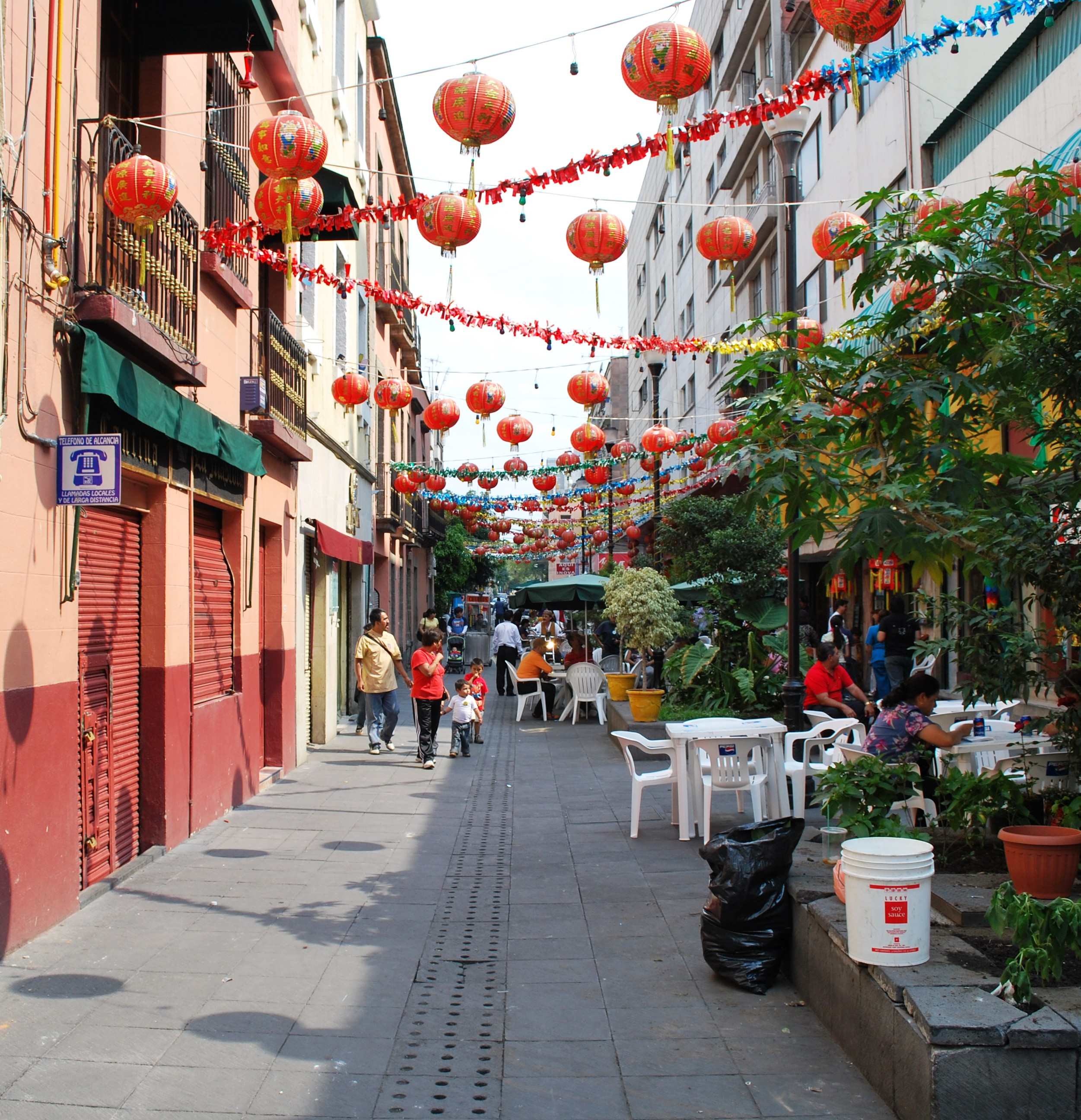
墨西哥城多洛雷斯街（Dolores Street）

墨西哥城唐人街，当地人称为中國人區（西班牙語：Barrio Chino），位于墨西哥城闹市区，艺术宫附近，由多洛雷斯街（Dolores Street）上两个街区和一些饭馆及进口商店组成，尽管面积不大，这里却是墨西哥城约3000华裔家庭的活动中心。

## 华人移民
墨西哥华人移民的历史跨越1880年代至1940——1950年代。1880至1910年间，波费里奥·迪亚斯总统执政期间，墨西哥政府为了使国家现代化，着力修建铁路和发展北部人烟稀少的地区。当时的政府无法吸引西欧移民，决定允许吸引中国移民到来。最初，中国移民只有一些小型社区分布在墨西哥北部，但是，到了20世纪初，墨西哥大部分地区都有华人社区分布，包括墨西哥城。

## 建立唐人街

中餐馆

人口普查显示，19世纪末墨西哥城在册的中国移民只有40人，到了1910年，这一数字增长到1482。随着墨西哥革命的爆发，北部的许多中国移民迁往南方，以逃避战火和土著的敌视。土著对华人的仇杀在1913年达到顶峰，托雷翁303名华人被屠。墨西哥城的华人聚集在多洛雷斯街的一个街区，北邻阿拉米达中央公园和墨西哥城艺术宫。这些华人基本都是开饭店、洗衣店、面包店和猪油坊的商人。1910至1930年间，华人仅局限在此街区内，此后，华人的商铺逐渐开到墨西哥城其他地区，尤其是老城墨籍华裔人口在1920年代至1930年代达到顶峰。此后，墨西哥开始排华（墨西哥出生者或可免离境），1930——1940年，70%的华人被迫离开墨西哥。

## 今日唐人街

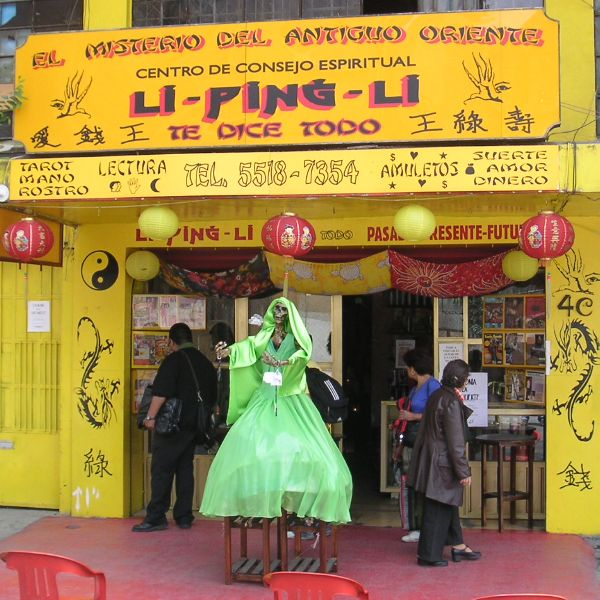
唐人街商店

现在的唐人街只有两个沿着多洛雷斯街的街区，面积如此小，一个原因是20世紀30年代的排华运动，另一个原因是，华人与本地人混居，遍布全城。据墨西哥城政府的说法，本市有约3000个家庭有中国血统。在老城很多地方，分布有很多茶餐厅，供应中餐和墨西哥餐。但是，唐人街依然是许多墨籍华裔的象征性的家，聚集于此，传递乡情和文化唐人街裡的建筑与墨西哥城其他地方并无不同，商业活动也仅是餐饮和外贸。唐人街里的绝大部分饭店和商店的装饰都富含中国元素，祭祀中国的神祇，但是这里也有瓜达露佩圣母和猶達·達陡的塑像。

## 庆祝春节
墨西哥华人有组织负责在唐人街庆祝传统节日和文化活动，以传承和发扬华裔文化。最盛大的节日活动就是庆祝春节，华人组织与本地政府和可口可乐共同组织庆祝活动。春节庆祝活动一般在春节前的周末举行，人群涌进街，观看舞狮、烟花和其他传统习俗，品尝传统美食，如饺子和燒乳豬等。
2009年春节庆祝活动在1月24日举行，唐人街内外都有节日活动。墨西哥城政府和中国驻墨西哥大使馆也举行了多项庆祝活动。中国大使在革命纪念塔向墨西哥城市民展示了中国菜和中国产品。随后，举行了盛大花车游行，从独立纪念柱出发，沿着改革大道，走向革命纪念塔。当晚普韦布洛剧院（The Teatro del Pueblo）举行狂欢夜，表演了中国戏曲和武术。

## 中华楼

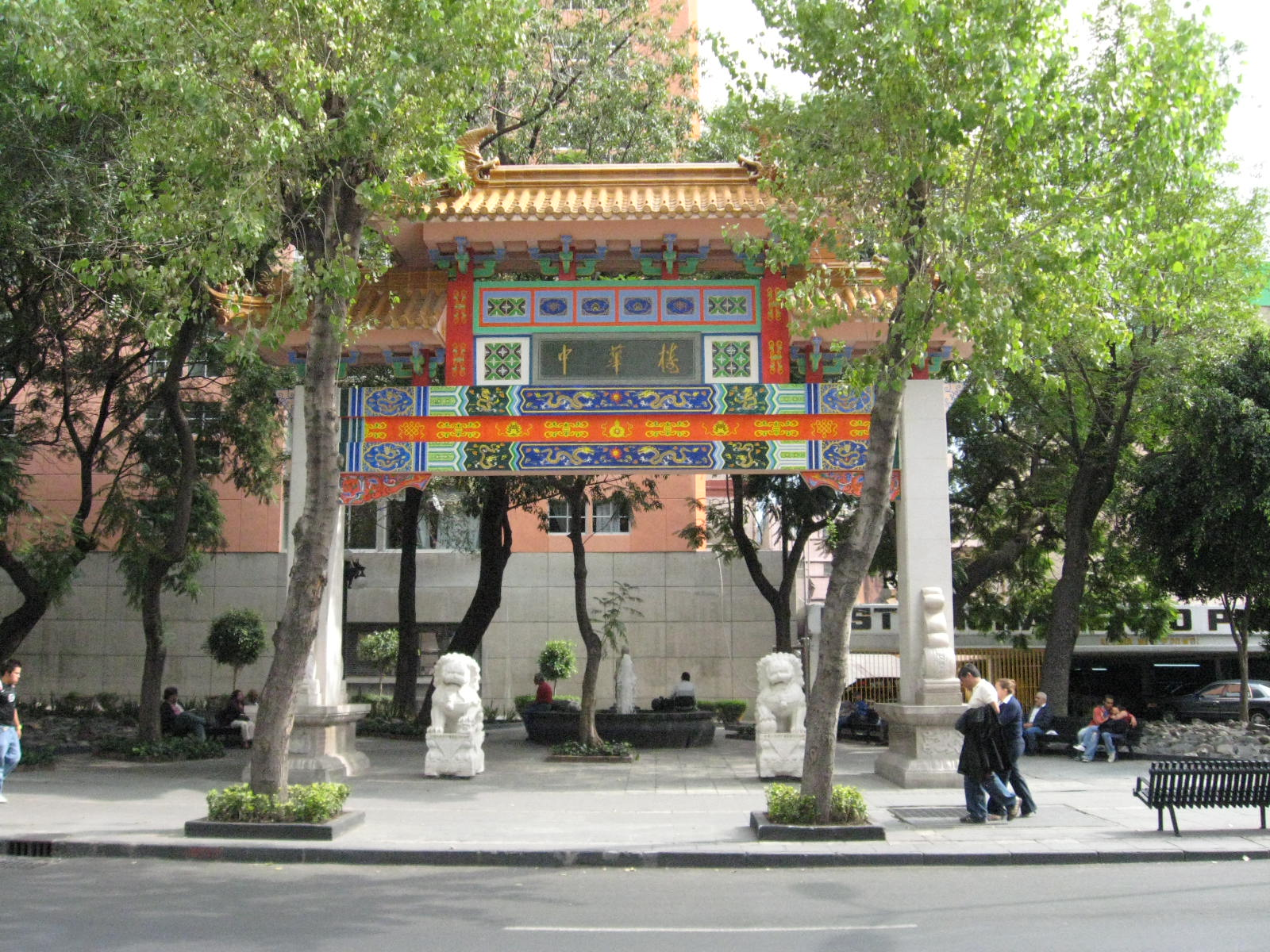
中华楼

2008年2月16日，一座中国牌楼“中华楼”在唐人街落成揭幕，以吸引更多游客游览唐人街。揭幕仪式由墨西哥城市长马塞洛·埃夫拉德和中国大使殷恒民共同主持。中华楼座落在迪哥拉多广场，多洛雷斯街西侧。中华楼是钢筋混凝土结构，外覆陶瓷、花岗岩和大理石，两边各塑一狮子。